# معاهدة الانضمام 2011
- معاهدة بين مملكة بلجيكا، جمهورية بلغاريا، جمهورية التشيك، مملكة الدنمارك، جمهورية ألمانيا الاتحادية، جمهورية إستونيا، أيرلندا، الجمهورية اليونانية، مملكة إسبانيا، الجمهورية الفرنسية، الجمهورية الإيطالية، جمهورية قبرص، جمهورية لاتفيا، جمهورية ليتوانيا، دوقية لوكسمبورغ الكبرى، جمهورية المجر، جمهورية مالطا، مملكة هولندا، جمهورية النمسا، جمهورية بولندا، البرتغالية جمهورية ورومانيا وجمهورية سلوفينيا والجمهورية السلوفاكية وجمهورية فنلندا ومملكة السويد والمملكة المتحدة لبريطانيا العظمى وأيرلندا الشمالية (الدول الأعضاء في الاتحاد الأوروبي) وجمهورية كرواتيا فيما يتعلق بانضمام جمهورية كرواتيا إلى الاتحاد الأوروبي

معاهدة الانضمام 2011 هي اتفاقية بين الدول الأعضاء في الاتحاد الأوروبي وكرواتيا بشأن انضمام كرواتيا إلى الاتحاد الأوروبي. تم التوقيع عليه في 9 ديسمبر 2011 في بروكسل من قبل رؤساء دول أو حكومات الدول الأعضاء الـ 27 ورئيس كرواتيا، إيفو يوسيبوفيتش، ورئيس الوزراء يادرانكا كوسور.
دخلت المعاهدة حيز التنفيذ في 1 يوليو 2013، مما جعل كرواتيا الدولة العضو رقم 28 في الاتحاد الأوروبي على الرغم من أنه بعد انسحاب المملكة المتحدة في يناير 2020 أصبحت كرواتيا الدولة العضو رقم 27.

## التاريخ
قدمت كرواتيا طلبها للانضمام إلى الاتحاد الأوروبي في 21 فبراير 2003، وأصبحت مرشحًا رسميًا في 18 يونيو 2004، وبدأت مفاوضات الانضمام في 3 أكتوبر 2005.
في 24 يونيو 2011، دعا المجلس الأوروبي إلى إنهاء المفاوضات بحلول نهاية الشهر، والتوقيع على معاهدة الانضمام بحلول نهاية العام. تم إغلاق المفاوضات لاحقًا في 30 يونيو 2011 ، وفي 14 سبتمبر 2011 تم الانتهاء من معاهدة الانضمام ونشرها على الملأ. في 12 أكتوبر 2011، أصدرت المفوضية الأوروبية رأيًا إيجابيًا بشأن انضمام كرواتيا إلى الاتحاد الأوروبي. ونتيجة لذلك، وافق البرلمان الأوروبي في 1 كانون الأول / ديسمبر 2011 على طلب كرواتيا الانضمام إلى الاتحاد الأوروبي. وصوت البرلمان لصالح القرار بـ564 صوتا ومعارضة 38 وامتناع 32 عن التصويت.
تم التوقيع على المعاهدة في 9 ديسمبر 2011 في بروكسل ودخلت حيز التنفيذ في 1 يوليو 2013، بعد أن صدقت عليها كرواتيا والدول الأعضاء في الاتحاد الأوروبي البالغ عددها 27 دولة.
تنص المعاهدة، التي يبلغ طولها 250 صفحة، على إجراء تعديلات على المعاهدات لإضافة ممثلين كرواتيين إلى مؤسسات الاتحاد الأوروبي (بما في ذلك الأحكام الانتقالية قبل إجراء انتخابات جديدة) وتحدد المساهمات المالية المختلفة لكرواتيا. لا تتضمن الوثيقة آلية مراقبة لكرواتيا من قبل المفوضية الأوروبية لضمان استمرار الإصلاح، كما كان الحال مع بلغاريا ورومانيا. تم التخطيط للتصديق على بروتوكولين تم التعهد بتقديمهما للدول أثناء التصديق على معاهدة لشبونة، أحدهما يقدم عدة ضمانات لأيرلندا والآخر يمنح حق الانسحاب من ميثاق الحقوق الأساسية إلى جمهورية التشيك، إلى جانب معاهدة الانضمام. ولكن كلاهما تأخر في النهاية.
بالإضافة إلى معاهدة الانضمام، تم التوقيع على الوثيقة الختامية. تسجل الوثيقة الختامية نتائج مفاوضات الانضمام، بما في ذلك الإعلانات الصادرة عن الأطراف. كما حددت الترتيبات للفترة بين التوقيع على المعاهدة ودخولها حيز التنفيذ.

## تصديق
تطلبت المعاهدة تصديق جميع الدول الأعضاء في الاتحاد الأوروبي وكرواتيا، بما يتوافق مع الأحكام الدستورية لكل منهما، وإيداع صكوك التصديق لدى حكومة إيطاليا بحلول 30 يونيو 2013 لتصبح سارية المفعول في 1 يوليو 2013. اكتملت هذه العملية في 21 يونيو 2013.

### ملخص

الترتيب الذي تصدق فيه الدول على المعاهدة. يتم استخدام ما بين 2 و 11 درجة من اللون الأزرق، وهو ما يمثل عدد الخطوات اللازمة من قبل دولة معينة للتصديق على المعاهدة. يشير التاريخ إلى اليوم الأخير من الشهر.

الاتحاد الأوروبي اعتبارًا من 1 يوليو 2013
الدول الأعضاء

#### سلوفينيا
في يوليو وسبتمبر 2012، صرح مسؤولون في البرلمان السلوفيني ووزارة الشؤون الخارجية السلوفينية أنهم لن يصدقوا على معاهدة انضمام كرواتيا حتى يتم التوصل إلى اتفاق حول كيفية التعامل مع ديون بنك ليوبليانسكا السلوفيني، الذي أفلس خلال تفكك يوغوسلافيا، لعملائها الكروات. في فبراير 2013، وافق ممثلو جميع الأحزاب الرئيسية في سلوفينيا على الموافقة على انضمام كرواتيا بعد أن توصل الخبراء ووزراء الخارجية من كلا البلدين إلى اتفاق تسوية. ووقع رئيسا وزراء سلوفينيا وكرواتيا مذكرة تحدد الخطوط العريضة للتسوية في 11 آذار / مارس، مع يانيز جانشا، رئيس وزراء سلوفينيا، قائلاً إن التصديق على معاهدة الانضمام سيحدث «في غضون 30 يوما» من توقيع المذكرة. في 2 أبريل 2013، وافق البرلمان السلوفيني على انضمام كرواتيا.